# Ray Sharkey
Ray Sharkey (Brooklyn, Nova York, Estats Units, 14 de novembre de 1952 - Nova York, 11 de juny de 1993) és un actor estatunidenc.

## Biografia
Nascut a Brooklyn, Nova York, prové d'una família no rica. Va estudiar en el Herbert Berghof Studio a Nova York i va debutar al cinema el 1974 amb un petit paper a 'The Lords of Flatbush. Sharkey va aparèixer unes quaranta vegades en el cinema i una dotzena d'aparicions en programes de televisió.
El 1981 va guanyar un Globus d'Or al millor actor musical o còmic per la seva actuació a Rock Machine i l'any següent va ser nominat per a un altre Globus d'Or al millor actor en minisèrie o telefilm" per "The Ordeal of Bill Carney". El 1987, Sharkey va interpretar Sonny Steelgrave en la primera temporada de la sèrie de televisió Beyond the law - The informant. Probablement, Stunts  (1977) és el seu treball més important.
Depenent de l'alcoholisme i la droga, el 1992 va ser arrestat mentre era a Vancouver per possessió de cocaïna i heroïna. Va morir de la SIDA a Nova York amb només 40 anys el 1993. Sharkey està enterrat al cementiri de Saint Charles a Farmingdale (Nova York), Long Island, 

## Filmografia

### Cinema
- 1974: The Lord's of Flatbush: estudiant
- 1976: Trackdown: Flash
- 1977: Hot Tomorrows: Louis
- 1977: Stunts: Paul Salerno
- 1978: Neu que crema (Who'll Stop the Rain): Smitty
- 1978: Paradise Alley: Legs
- 1980: Heart Beat : Ira
- 1980: Willie and Phil: Phil D'Amico
- 1980: The Idolmaker, de Taylor Hackford: Vincent 'Vinnie' Vacarri
- 1982: Regina Roma
- 1982: Love and Money de James Toback: Byron Levin
- 1982: Some Kind of Hero: Sergent Vinnie DiAngelo
- 1984: Du-beat-e-o: duBEAT-e-o
- 1984: Body Rock : Terrence
- 1985: Hellhole : Silk
- 1986: Wise Guys: Marco
- 1986: No Mercy: Angles Ryan
- 1987: P.I. Private Investigations: Ryan
- 1988: Act of Piracy de John Cardos: Jack Wilcox
- 1989: Scenes from the Class Struggle in Beverly Hills: Frank
- 1989: Wired: Angel
- 1990: 27 Wagons Full of Cotton (vídeo): Silva
- 1990: The Rain Killer: Capra
- 1992: Zebrahead : Richard
- 1992: Dead On: Relentless II: Kyle Valsone
- 1992: Round Trip to Heaven: Stoneface
- 1992: 'Caged Fear : Warden Hayes
- 1993: Cop and ½: Vinnie Fountain

### Televisió
- 1981: The Ordeal of Bill Carney (TV): Bill Carney
- 1983: Rabia (TV)
- 1985: Behind Enemy Lines (TV): Sergent Max Zierman
- 1986: Crim Story (TV): Breitel
- 1987: Wiseguy (TV): Sonny Steelgrave
- 1989: The Neon Empire (TV): Júnior Molov
- 1989: The Revenge of Al Capone (TV): Scarface
- 1990: The Take (TV): Dennis
- 1990: Good Cops, Bad Cops (TV): Capità Gerry Clemente
- 1991: The Man in the Family (sèrie TV): Sal Bavasso
- 1992: Crom Soldiers (TV): Gabe
- 1992: In the Line of Duty: Street War (TV): Detectiu Victor Tomasino